# الدحاح (حارة)

تعديل مصدري - تعديل

الدحاح هي إحدى حارات حي يريم بمدينة يريم أحد مدن محافظة إب، بلغ تعداد سكانها 145 نسمة حسب تعداد اليمن لعام 2004.